# Bruno Bieler
Bruno Bieler (* 18. Juni 1888 in Gumbinnen; † 22. März 1966 in Dorfmark) war ein deutscher General der Infanterie und Kommandierender General mehrerer Armeekorps im Zweiten Weltkrieg.

## Leben
Bieler trat am 14. März 1907 als Fähnrich in das Füsilier-Regiment „Graf Roon“ (Ostpreußisches) Nr. 33 ein und wurde zur Kriegsschule Anklam kommandiert. Nach deren Besuch erfolgte am 18. August 1908 die Beförderung zum Leutnant. Als solcher wurde Bieler ab 1. Oktober 1912 als Adjutant und Gerichtsoffizier des I. Bataillons verwendet sowie am 25. Februar 1913 zum Oberleutnant befördert.
Mit Ausbruch des Ersten Weltkriegs kam Bieler mit seinem Regiment an die Front und wurde dort am 21. Dezember 1914 zum Regimentsadjutant ernannt. Diese Stellung behielt er bis zu seiner Kommandierung am 31. Juli 1916 zum Generalkommando des I. Armee-Korps inne. Am 5. August 1916 folgte seine Versetzung dorthin sowie die Verwendung als Ordonnanzoffizier. Vier Monate später kam er in den Generalstab des XXV. Reserve-Korps. Vom 6. März bis 15. Juni 1917 war Bieler dann im Generalstab der 5. Kavallerie-Division sowie anschließend bis 6. Dezember 1917 im Generalstab der 87. Infanterie-Division tätig. Während seiner Zeit bei der 87. Infanterie-Division wurde Bieler zugleich immer wieder mit Frontkommandos betraut. So vom 10. bis 27. Juli als Kompanieführer im Infanterie-Regiment Nr. 345 und vom 10. bis 24. August als Batterieführer im Feldartillerie-Regiment Nr. 87. Als Hauptmann (seit 28. November 1917) versetzte man ihn am 7. Dezember 1917 in den Generalstab des Oberbefehlshabers Ost. Er absolvierte dann vom 10. Januar bis 8. Februar 1918 den Generalstabslehrgang Sedan. Unter Belassung in seiner Stellung beim Oberbefehlshaber Ost folgte am 27. Februar 1918 die Versetzung in den Generalstab der Armee. Als Offizier von der Armee wurde er am 20. April 1918 dem Chef des Generalstabes des Feldheeres zur besonderen Verwendung zugeteilt. Für sein Wirken während des Krieges hatte er neben beiden Klassen des Eisernen Kreuzes das Hanseatenkreuz Hamburg, den Bayerischen Militärverdienstorden IV. Klasse mit Schwertern sowie das Verdienstkreuz für Kriegshilfe erhalten.
Nach Kriegsende versetzte man Bieler am 1. Februar 1919 in den Großen Generalstab. Von dort kommandierte man ihn am 1. Oktober 1919 zum Reichswehrministerium und versetzte ihn am 24. November 1919 hierher. Für ein halbes Jahr war Bieler dann im Stab des Gruppenkommandos 1. Ab 1. Oktober 1923 fungierte er als Kompaniechef im 7. (Preußisches) Infanterie-Regiment und wurde am 1. April 1927 zum Stab der 3. Division versetzt. Sechs Monate später erfolgte seine Versetzung in den Stab des Infanterie-Führers III unter Belassung in seiner bisherigen Funktion. Nachdem Bieler am 1. April 1928 Major geworden war, versetzte man ihn am 1. Oktober 1929 wieder in das Reichswehrministerium und kommandierte ihn zur Marineleitung. Zeitgleich mit der Beförderung zum Oberstleutnant am 1. Oktober 1932 folgte seine Versetzung zum Stab des Infanterie-Führers I. Anschließend war Bieler vom 1. Oktober 1933 bis 14. Oktober 1935 bei der Wehrgauleitung Allenstein und wurde dann als Oberst (seit 1. Oktober 1934) Kommandeur des Infanterie-Regiments 55. Dieses Kommando gab er am 11. Oktober 1937 ab und wurde Chef des Generalstabs des II. Armeekorps. In dieser Funktion erfolgte am 1. März 1938 die Beförderung zum Generalmajor und am 22. April 1938 wurde er mit dem Komturkreuz des schwedischen Schwertordens ausgezeichnet.
Nach Ausbruch des Zweiten Weltkrieges wurde Bieler am 29. September 1939 Kommandeur der 73. Infanterie-Division. Mit dieser Division nahm er am Westfeldzug und am Balkanfeldzug sowie am Krieg gegen die Sowjetunion teil. Die Beförderung zum Generalleutnant hatte er bereits am 29. Februar 1940 erhalten. Für seine Leistungen im Osten wurde Bruno Bieler am 26. Oktober 1941 mit dem Ritterkreuz des Eisernen Kreuzes ausgezeichnet.
Am 29. Oktober 1941 wurde er mit der Führung des XXXXII. Armeekorps beauftragt, welches der 11. Armee unterstand und unter anderem an der Krim eingesetzt war. Mit der Beförderung zum General der Infanterie am 17. Dezember 1941 wurde er Kommandierender General des Korps. Am 1. Januar 1942 übernahm er das VI. Armeekorps, mit dem er bei der 9. Armee im Raum Rschew eingesetzt war. Krankheitsbedingt wurde Bieler am 9. April 1942 von seinem Kommando enthoben und beurlaubt. Er verbrachte die kommenden Monate zur Wiederherstellung der Gesundheit im Kur-Lazarett Bad Nauheim. Vom 1. November bis zu seiner Ernennung zum Kommandierenden General des LXXXVI. Armeekorps am 16. November 1942 befand er sich in der Führerreserve und erhielt am 20. November 1942 das Deutsche Kreuz in Gold. Diese Kommando führte er mit krankheitsbedingten Unterbrechungen bis zum 30. April 1943. Man ernannte ihn anschließend zum Militärbefehlshaber Nord in Frankreich. Bieler wurde am 27. Mai 1943 ein weiteres Mal in die Führerreserve versetzt und am 9. August 1943 zum Stab des stellvertretenden Generalkommandos des XI. Armeekorps kommandiert. Man setzte ihn dann am 21. August 1943 mit Wirkung zum 15. August als Kommandierenden General des stellvertretenden XI. Armeekorps und Befehlshaber im Wehrkreis XI mit Sitz in Hannover ein. Vom 15. August bis 4. September 1944 befand Bieler sich zwischenzeitlich im Reserve-Lazarett Bad Pyrmont und wurde am 1. Dezember 1944 letztmals in die Führerreserve versetzt. Am 30. April 1945 erfolgte seine Verabschiedung aus dem aktiven Dienst.